# Grand Prix Formule 1 van Maleisië 2011

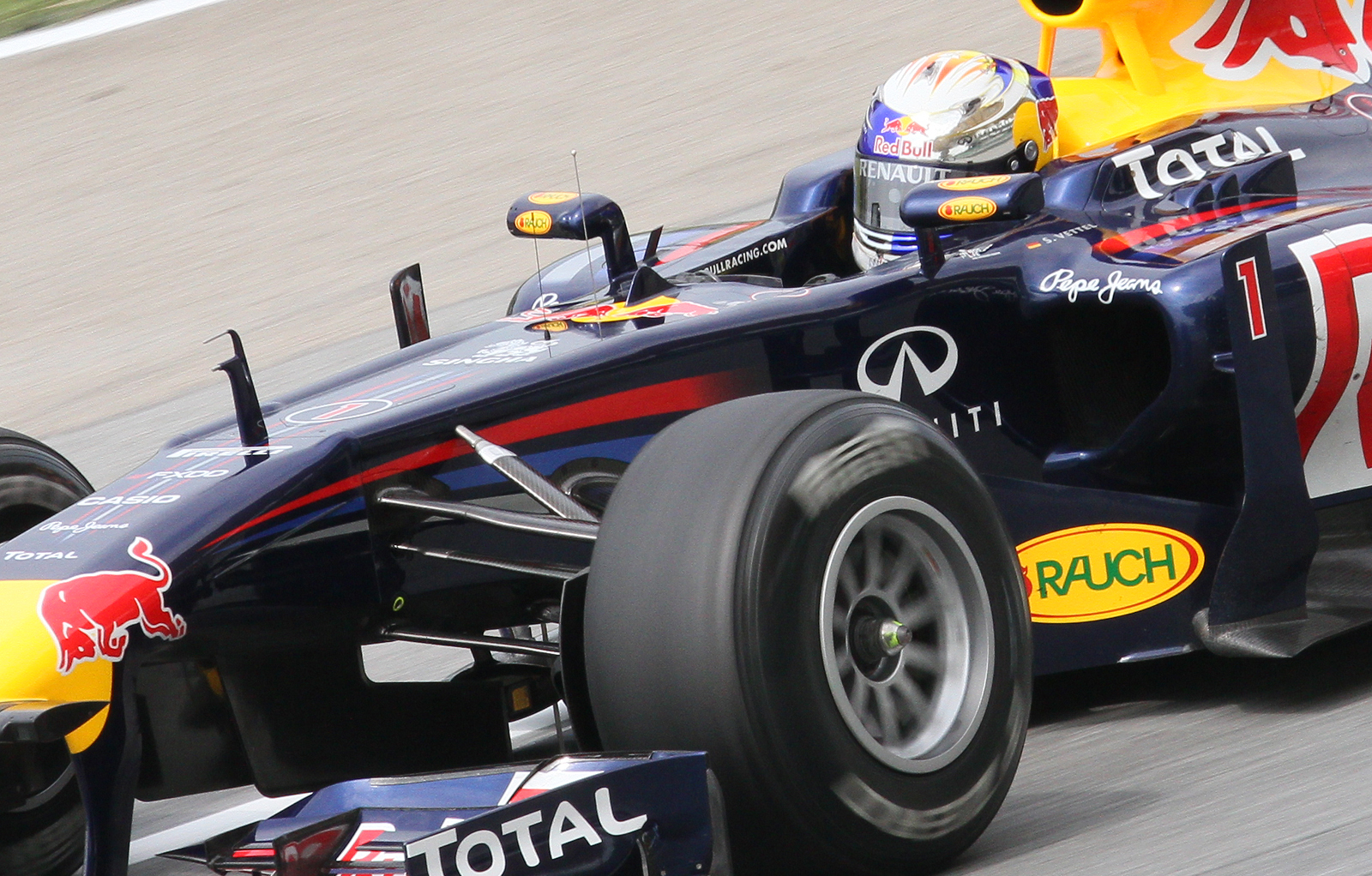
Sebastian Vettel laat er in 2011 geen gras over groeien: twee races zijn er gereden en tweemaal eindigt hij op het hoogste ereschavotje. In Maleisië was hij heer en meester.

De Grand Prix Formule 1 van Maleisië 2011 werd op 10 april 2011 verreden op het Sepang International Circuit. Het was de tweede race van het seizoen.
Sebastian Vettel van het Red Bull Racing-team pakte de poleposition, voor McLaren's Lewis Hamilton en mede-Red Bull-coureur Mark Webber. De Duitser schreef zijn pole toe aan het KERS-systeem, dat het team in Australië nog niet gebruikte.
Sebastian Vettel won ook de race, voor McLaren-coureur Jenson Button en Renault-coureur Nick Heidfeld. Lewis Hamilton en Fernando Alonso kregen na de race een tijdstraf van twintig seconden voor respectievelijk het meerdere malen afwijken van de ideale lijn bij het verdedigen van zijn positie en het contact hebben met Hamilton. Voor Alonso leverde dit verder geen schade op, maar Hamilton zakte van de zevende naar de achtste plaats.

## Kwalificatie
| Pos                 | No | Coureur            | Constructeur         | Q1       | Q2       | Q3       | Grid |
| ------------------- | -- | ------------------ | -------------------- | -------- | -------- | -------- | ---- |
| 1                   | 1  | Sebastian Vettel   | Red Bull-Renault     | 1:37.468 | 1:35.934 | 1:34.870 | 1    |
| 2                   | 3  | Lewis Hamilton     | McLaren-Mercedes     | 1:36.861 | 1:35.852 | 1:34.974 | 2    |
| 3                   | 2  | Mark Webber        | Red Bull-Renault     | 1:37.924 | 1:36.080 | 1:35.179 | 3    |
| 4                   | 4  | Jenson Button      | McLaren-Mercedes     | 1:37.033 | 1:35.569 | 1:35.200 | 4    |
| 5                   | 5  | Fernando Alonso    | Ferrari              | 1:36.897 | 1:36.320 | 1:35.802 | 5    |
| 6                   | 9  | Nick Heidfeld      | Renault              | 1:37.224 | 1:36.811 | 1:36.124 | 6    |
| 7                   | 6  | Felipe Massa       | Ferrari              | 1:36.744 | 1:36.557 | 1:36.251 | 7    |
| 8                   | 10 | Vitali Petrov      | Renault              | 1:37.210 | 1:36.642 | 1:36.324 | 8    |
| 9                   | 8  | Nico Rosberg       | Mercedes             | 1:37.316 | 1:36.388 | 1:36.809 | 9    |
| 10                  | 16 | Kamui Kobayashi    | Sauber-Ferrari       | 1:36.994 | 1:36.691 | 1:36.820 | 10   |
| 11                  | 7  | Michael Schumacher | Mercedes             | 1:36.904 | 1:37.035 |          | 11   |
| 12                  | 18 | Sébastien Buemi    | Toro Rosso-Ferrari   | 1:37.693 | 1:37.160 |          | 12   |
| 13                  | 19 | Jaime Alguersuari  | Toro Rosso-Ferrari   | 1:37.677 | 1:37.347 |          | 13   |
| 14                  | 15 | Paul di Resta      | Force India-Mercedes | 1:38.045 | 1:37.370 |          | 14   |
| 15                  | 11 | Rubens Barrichello | Williams-Cosworth    | 1:38.163 | 1:37.496 |          | 15   |
| 16                  | 17 | Sergio Pérez       | Sauber-Ferrari       | 1:37.759 | 1:37.528 |          | 16   |
| 17                  | 14 | Adrian Sutil       | Force India-Mercedes | 1:37.693 | 1:37.593 |          | 17   |
| 18                  | 12 | Pastor Maldonado   | Williams-Cosworth    | 1:38.276 |          |          | 18   |
| 19                  | 20 | Heikki Kovalainen  | Lotus–Renault        | 1:38.645 |          |          | 19   |
| 20                  | 21 | Jarno Trulli       | Lotus–Renault        | 1:38.791 |          |          | 20   |
| 21                  | 24 | Timo Glock         | Virgin–Cosworth      | 1:40.648 |          |          | 21   |
| 22                  | 25 | Jérôme d'Ambrosio  | Virgin–Cosworth      | 1:41.001 |          |          | 22   |
| 23                  | 23 | Vitantonio Liuzzi  | HRT–Cosworth         | 1:41.549 |          |          | 23   |
| 24                  | 22 | Narain Karthikeyan | HRT–Cosworth         | 1:42.574 |          |          | 24   |
| 107% tijd: 1:43.516 |    |                    |                      |          |          |          |      |

## Race
| Pos | No | Coureur            | Constructeur         | Rondes | Tijd/Oorzaak uitval | Grid | Punten |
| --- | -- | ------------------ | -------------------- | ------ | ------------------- | ---- | ------ |
| 1   | 1  | Sebastian Vettel   | Red Bull-Renault     | 56     | 1:37:39.832         | 1    | 25     |
| 2   | 4  | Jenson Button      | McLaren-Mercedes     | 56     | +3.261              | 4    | 18     |
| 3   | 9  | Nick Heidfeld      | Renault              | 56     | +25.075             | 6    | 15     |
| 4   | 2  | Mark Webber        | Red Bull-Renault     | 56     | +26.384             | 3    | 12     |
| 5   | 6  | Felipe Massa       | Ferrari              | 56     | +36.958             | 7    | 10     |
| 6   | 5  | Fernando Alonso    | Ferrari              | 56     | +57.248             | 5    | 8      |
| 7   | 16 | Kamui Kobayashi    | Sauber-Ferrari       | 56     | +1:06.439           | 10   | 6      |
| 8   | 3  | Lewis Hamilton     | McLaren-Mercedes     | 56     | +1:09.957           | 2    | 4      |
| 9   | 7  | Michael Schumacher | Mercedes             | 56     | +1:24.896           | 11   | 2      |
| 10  | 15 | Paul di Resta      | Force India-Mercedes | 56     | +1:31.563           | 14   | 1      |
| 11  | 14 | Adrian Sutil       | Force India-Mercedes | 56     | +1:41.379           | 17   |        |
| 12  | 8  | Nico Rosberg       | Mercedes             | 55     | +1 ronde            | 9    |        |
| 13  | 18 | Sébastien Buemi    | Toro Rosso-Ferrari   | 55     | +1 ronde            | 12   |        |
| 14  | 19 | Jaime Alguersuari  | Toro Rosso-Ferrari   | 55     | +1 ronde            | 13   |        |
| 15  | 20 | Heikki Kovalainen  | Lotus-Renault        | 55     | +1 ronde            | 19   |        |
| 16  | 24 | Timo Glock         | Virgin-Cosworth      | 54     | +2 ronden           | 21   |        |
| 17  | 10 | Vitali Petrov      | Renault              | 52     | Ongeluk             | 8    |        |
| DNF | 23 | Vitantonio Liuzzi  | HRT-Cosworth         | 46     | Uitgevallen         | 23   |        |
| DNF | 25 | Jérôme d'Ambrosio  | Virgin-Cosworth      | 42     | Ongeluk             | 22   |        |
| DNF | 21 | Jarno Trulli       | Lotus-Renault        | 31     | Koppeling           | 20   |        |
| DNF | 17 | Sergio Pérez       | Sauber-Ferrari       | 23     | Schade botsing      | 16   |        |
| DNF | 11 | Rubens Barrichello | Williams-Cosworth    | 22     | Hydrauliek          | 15   |        |
| DNF | 22 | Narain Karthikeyan | HRT-Cosworth         | 14     | Uitgevallen         | 24   |        |
| DNF | 12 | Pastor Maldonado   | Williams-Cosworth    | 8      | Motor               | 18   |        |

1999 · 2000 · 2001 · 2002 · 2003 · 2004 · 2005 · 2006 · 2007 · 2008 · 2009 · 2010 · 2011 · 2012 · 2013 · 2014 · 2015 · 2016 · 2017